# Ciboria carunculoides
Ciboria carunculoides är en svampart som först beskrevs av Siegler & Jenkins, och fick sitt nu gällande namn av Whetzel 1945. Ciboria carunculoides ingår i släktet Ciboria och familjen Sclerotiniaceae.   Inga underarter finns listade i Catalogue of Life.